# 공공 정책
공공 정책 (公共政策, 영어: public policy)은 정부 또는 공공기관이 문제를 해결하거나 목표를 달성하기 위하여 결정한 행동 방침 또는 지침이다. 법령, 사업, 사업계획, 결정 등 여러 형태로 표현된다. 정부가 가진 합법적인 강제력이 수반되기 때문에, 만약 이에 반하는 행동을 할 때는 벌금, 규제 등의 제재를 받을 수 있다.

## 정의
미국의 정치학자 해럴드 라스웰은 국가의 정책 결정이 단순한 합리성을 위한 것이 아닌 이론과 현실 사이의 격차를 줄여 나가는 과정이라고 보며, 사회 문제를 해결하기 위해 사회의 변화를 전제한 정부의 활동을 정책이라고 정의했다.

## 분류
기능에 따라 경제 정책, 외교 정책, 교육 정책, 과학기술 정책 등으로 분류될 수 있으며, 또한 정책의 성격에 따라 분배정책·규제정책·재분배정책·구성정책 등으로 분류되기도 한다.

## 학문 분야별 접근

### 행정학
정책은 의제 설정에서부터 정책 결정과 집행, 평가 및 환류의 각 단계를 거치면서 합리적인 목표와 체계적인 대안 탐색이 요구되는 문제해결 과정이다. 합리성이 요구되는 정책과정에서 잘못된 정책을 수립하거나 부적절한 대안 선택과 집행이 이뤄진다면 행정능력의 낭비는 물론이고 결과적으로 정부에 대한 국민의 신뢰까지 잃는다.

### 사회학
사회학자들은 구체적인 공공정책의 이행과 형성을 결정하는 요인들을 확인하는 데 관심을 가지고 있다. 학자들은 정책들이 강력한 계급, 이익집단, 광범위하게 기초한 대중연합에 의한 주장의 산물이라는 점과, 자신들의 특권을 확장시키고자 하는 정부 관리들에 의해 정책이 형성되는 정도를 둘러싸고 논쟁하고 있다.
막스 베버는, 일관된 정책을 형성하는데 필요한 전문화된 훈련과 정보가 정부기관이 행하는 일반명령들을 대체하고, 특수정책의 형성에서 일반대중과 선출된 관료 대신에 로비스트와 전문관료에게 이익을 가져다 줄 것이라는 사실에 주목한 최초의 사회학자였다.

## 국가별 공공정책

### 미국
미국에서는 공공정책이 점차적으로 연방수준에서 형성되고 있으며, 국가와 지방정부는 정책을 수행하고 정부에 의해 명령되는 방식으로 자원이 할당되고 있다. 그 결과, 지역적으로 기초한 이익집단은 국가적 수준에서 압력을 행사할 수 있는 권력을 상실하게 된다. 점차적인 경제의 세계화는 정부를 희생하여 초국가적인 기관이나 기업으로 정책결정을 옮겨 가게 할 것이다.

## 같이 보기
- 정부의 인공 지능
- 해럴드 라스웰
- 정책